# Antônio Luiz Seabra
Pour les articles homonymes, voir Seabra.
 (janvier 2019).
Si vous disposez d'ouvrages ou d'articles de référence ou si vous connaissez des sites web de qualité traitant du thème abordé ici, merci de compléter l'article en donnant les références utiles à sa vérifiabilité et en les liant à la section « Notes et références ».
Antônio Luiz Seabra est un entrepreneur des cosmétiques, écologiste et inclusif, et un milliardaire brésilien né en 1942 à São Paulo. Il intègre dès 2013 le classement mondial des milliardaires du magazine Forbes.

## Biographie
Antônio Luiz da Cunha Seabra s'intéresse déjà aux affaires à seulement 15 ans et, après ses études d'économie, occupe divers postes chez Remington, un fabricant de machines à écrire, puis découvre et se passionne pour la cosmétologie dans un petit laboratoire de cosmétiques à São Paulo, qu'il dirige pendant 3 ans.
Le 28 août 1969, il signe un partenariat avec le Français Jean Pierre Berjeaut, un ancien collègue, pour lancer une usine de fabrication de cosmétiques, la Pierre Berjeaut Cia Ltda, qui prend quelques mois plus tard le nom de « Natura », une entreprise de cosmétiques, qui met l'accent sur l'utilisation d'actifs végétaux dans la composition de ses produits. Les activités commerciales de l'entreprise débutent dans un petit magasin de la rue Oscar Freire, à São Paulo, où Antônio Luiz Seabra vend ses produits et prodigue des conseils de beauté personnalisés.
Antônio Luiz Seabra prend immédiatement en compte la diversité de sa clientèle : des Brésiliennes à la peau métissée, aux origines africaines, européennes, amérindiennes, asiatiques et multiples, et comprend très vite, et avant beaucoup d’autres, qu’il n’y a pas de formule unique pour toutes les femmes, augmentant ainsi de manière exponentielle les parts de marché de Natura, en s'ouvrant largement à cette nouvelle clientèle. Il condamne, par ailleurs, la dictature de la beauté juvénile, qu'il décrit comme « une forme d'esclavage, de prison autodéterminée ».
En 1974, il arrête la distribution de ses produits en magasin et se tourne vers la vente directe.
En 1982, la marque Natura fait ses débuts à l’international en se positionnant au Chili, puis en 1992 en Argentine et au Pérou, ainsi qu’en France en 2005. L’année 2004 est marquée par l’introduction en bourse de Natura à la bourse de São Paulo.
Antônio Luiz Seabra souhaite par ailleurs faire de la durabilité la force de son entreprise et, pour éviter le gaspillage et un impact nocif sur l’environnement, innove en atteignant la neutralité carbone dès 2007.
En juin 2017, Natura fait l’acquisition de The Body Shop (dont la fondatrice Anita Roddick avait rendu visite aux fondateurs de Natura en 2003 et 2004 et dont l'activisme écologiste collait aux valeurs de Natura), auprès de L’Oréal pour un montant d'1 milliard d'euros. Cette acquisition permet à la société de s’imposer en tant que groupe international, multicanal et multimarque.
Natura accélère sa croissance externe avec le rachat d’Avon en 2019. Natura &Co détient également le fabricant australien de cosmétiques haut de gamme Aesop avec des points de vente en Océanie, en Asie, en Europe et en Amérique du Nord. Le groupe est ainsi propulsé à la 4e place mondiale du secteur de l'industrie cosmétique derrière le Français L’Oréal, l'Américain Estée Lauder et le Japonais Shiseido.
En 2023, Natura &Co vend Aesop à L’Oréal pour 2,525 milliards de dollars. La même année, Forbes évalue la fortune d'Antônio Luiz Seabra à 1,3 milliard de dollars.
Antônio Luiz Seabra est marié et père de 4 enfants et vit entre Londres et Paris depuis 2007,.